# Rodolfo Choperena
Rodolfo Choperena Irizarri (ur. 11 lutego 1905 w Meksyku, zm. 19 lipca 1969 tamże) – meksykański koszykarz, brązowy medalista letnich igrzysk olimpijskich w Berlinie. Zagrał w dwóch spotkaniach.